# Mārciena (przystanek kolejowy)
Mārciena (ros. Марциена) – przystanek kolejowy w miejscowości Mārciena, w gminie Madona, na Łotwie. Położony jest na linii Pļaviņas - Gulbene.
Dawniej stacja kolejowa. Istniała w okresie międzywojennym.